# Алексіс Джордан
Алексіс Джордан (англ. Alexis Jordan; нар. 7 квітня 1992, Колумбія, Південна Кароліна, США) — американська акторка, співачка і танцюристка. Зазнала слави у 14 років після участі в першому сезоні реаліті-шоу America's Got Talent. Після поразки у шоу почала завантажувати відео з кавер-піснями на свій канал на YouTube, котрі отримали мільйони переглядів. Її успіх привернув увагу норвезької продюсерської команди Stargate та американського репера Jay Z, які підписали Джордан до свого лейблу StarRoc. У 2011 Джордан випустила свій однойменний дебютний студійний альбом Alexis Jordan.

## Життєпис
Алексіс Джордан народилася 7 квітня 1992 у місті Колумбія штату Південна Кароліна. Її матір афроамериканського та індіанського / європейського походження, батько пуерто-риканського.
У 2016 Алексіс Джордан одружилася з Люком Броадліком; у шлюбі двоє дітей. 14 березня 2017 Джордан повідомила про вагітність.

## Дискографія
Студійні альбоми
- 2011: Alexis Jordan

Сингли
- 2010: «Happiness»
- 2011: «Good Girl»
- 2011: «Hush Hush»